# Chariaspilates andriana
Chariaspilates andriana là một loài bướm đêm trong họ Geometridae.